# Seznam delovnih teles 5. državnega zbora Republike Slovenije
Seznam delovnih teles 5. državnega zbora Republike Slovenije.

## Kolegij
- Kolegij predsednika Državnega zbora Republike Slovenije

## Komisije
- Mandatno-volilna komisija
- Komisija po Zakonu o preprečevanju korupcije
- Komisija za poslovnik
- Komisija za narodni skupnosti
- Komisija za peticije ter za človekove pravice in enake možnosti
- Komisija za nadzor javnih financ
- Komisija za odnose s Slovenci v zamejstvu in po svetu
- Komisija za nadzor nad delom varnostnih in obveščevalnih služb
- Ustavna komisija Državnega zbora

## Odbori
- Odbor za lokalno samoupravo in regionalni razvoj
- Odbor za gospodarstvo
- Odbor za okolje in prostor
- Odbor za kmetijstvo, gozdarstvo in prehrano
- Odbor za finance in monetarno politiko
- Odbor za zunanjo politiko
- Odbor za notranjo politiko, javno upravo in pravosodje
- Odbor za obrambo
- Odbor za promet
- Odbor za zdravstvo
- Odbor za kulturo, šolstvo, šport in mladino
- Odbor za visoko šolstvo, znanost in tehnološki razvoj
- Odbor zadeve Evropske unije

## Preiskovalne komisije
- Preiskovalna komisija Državnega zbora za ugotovitev politične odgovornosti zaradi suma klientelizma in koruptivnega ravnanja ministra za visoko šolstvo, znanost in tehnologijo Gregorja Golobiča